# Freddie Stroma
Freddie Stroma (nacido Frederic Wilhelm C.J. Sjöström; Londres, Inglaterra, 8 de enero de 1987) es un actor, modelo y cantante británico, más conocido por interpretar a Adrian Chase Vigilante  en Peacemaker (serie de televisión) así como también a Cormac McLaggen en la serie de películas de Harry Potter y a Dickon Tarly en Game of Thrones.

## Primeros años y educación
Freddie Stroma nació con el nombre de Frederic Wilhelm C.J. Sjöström en Londres, Inglaterra, el 8 de enero de 1987, de padre sueco y madre alemana. Aunque nació en Londres, fue educado en el internado de hombres Radley College y es el hijo del medio de tres con una hermana mayor y un hermano menor. Si bien realizó un grado
en Neurociencias en la University College London, la carrera de Freddie en la actuación y modelaje comenzó a florecer, que lo llevó a tomar un descanso de sus estudios académicos para poder aparecer como Cormac McLaggen en la película Harry Potter y el misterio del príncipe. Después de la filmación, Stroma volvió a University College London para completar su grado, afirmando que, "habría sido una pena sólo tirarlo a la basura." Obtuvo el título de segunda clase.

## Carrera
Stroma desempeñó papeles pequeños en series de televisión británicos, incluyendo Casualty y
Mayo de BBC, antes de ser elegido como Cormac McLaggen en la película Harry Potter y el misterio del príncipe (2009). Asistió a varios estrenos de la película en todo el mundo. Luego apareció como Cool Brett en la película de crimen y suspenso 4.3.2.1. Más tarde volvió a aparecer en la serie de Harry Potter en Harry Potter y las Reliquias de la Muerte: parte 1 y Parte 2 (2010 y 2011, respectivamente). Más tarde apareció en la película directa a DVD A Cinderella Story: Once Upon a Song, como un estudiante británico, Luke Morgan.
Apareció también en el thriller psicológico The Philosophers.
En 2016 trabajó en el drama bélico de Michael Bay, 13 Horas: Los soldados secretos de Bengasi, en el papel de un agente encubierto de la CIA en Libia.
A finales de mayo de 2021, Stroma fue elegido para reemplazar a Chris Conrad como Adrian Chase / Vigilante en la serie derivada de The Suicide Squad (2021), Peacemaker (2022), después de que Conrad dejara la serie debido a diferencias creativas.

## Vida personal
Comenzó una relación con la actriz Johanna Braddy en verano de 2015. El 30 de diciembre de 2016 se casaron.

## Filmografía

### Cine
| Año  | Título                                             | Rol             | Notas           |
| ---- | -------------------------------------------------- | --------------- | --------------- |
| 2008 | Lady Godiva                                        | Matt            |                 |
| 2009 | Harry Potter y el misterio del príncipe            | Cormac McLaggen |                 |
| 2010 | 4.3.2.1                                            | Cool Brett      |                 |
| 2010 | Harry Potter y las Reliquias de la Muerte: parte 1 | Cormac McLaggen |                 |
| 2011 | Harry Potter y las Reliquias de la Muerte: parte 2 | Cormac McLaggen |                 |
| 2011 | A Cinderella Story: Once Upon a Song               | Luke Morgan     | Directa a video |
| 2012 | Pitch Perfect                                      | Luke            |                 |
| 2013 | After the Dark                                     | Jack            |                 |
| 2014 | Extraterrestrial                                   | Kyle            |                 |
| 2014 | The Inbetweeners 2                                 | Ben             |                 |
| 2016 | 13 Hours: The Secret Soldiers of Benghazi          | Brit Vayner     |                 |
| 2018 | Jefa por accidente                                 | Ron Ebsen       |                 |

### Televisión
| Año       | Título                    | Rol                    | Notas                                                   |
| --------- | ------------------------- | ---------------------- | ------------------------------------------------------- |
| 2006      | Mayo                      | Lucas Harper           | También conocida: The Gil Mayo Mysteries; episodio: 1.7 |
| 2006      | Casualty                  | James Huppert          | Episodio: «Happy Hour»                                  |
| 2007      | The Last Flight to Kuwait | Gregor Schatz          | Película de televisión                                  |
| 2015–2016 | UnREAL                    | Adam Cromwell          | Rol principal (temporada 1); invitado (temporada 2)     |
| 2016      | Game of Thrones           | Dickon Tarly           | Episodio: «Sangre de mi sangre                          |
| 2017      | Time After Time           | H. G. Wells            | Protagonista                                            |
| 2019      | Grand Hotel               | Oliver                 | 2 episodios                                             |
| 2020      | Bridgerton                | Prince Friedrich       | 3 episodios                                             |
| 2021      | The Crew                  | Jake Martin            | Rol principal                                           |
| 2022      | Peacemaker                | Adrian Chase/Vigilante | Rol principal, 8 episodios                              |